# Religiose trinitarie scalze
Le Religiose Trinitarie Scalze (in spagnolo Religiosas Trinitarias Descalzas) sono un istituto religioso femminile di diritto pontificio: le suore di questa congregazione pospongono al loro nome le sigla I.S.T.

## Storia
La congregazione fu fondata da Tomasa Balbastro e da quattro sue compagne che, il 6 gennaio 1881, si riunirono in comunità presso il ritiro del Calvario di Valencia e aprirono una scuola: il sacerdote Giovan Battista della Concezione Calvo y Tomás, che sostenne la creazione dell'istituto, il 30 gennaio 1881 ottenne dal ministro generale dell'ordine trinitario l'aggregazione della comunità al suo ordine e il permesso per le suore di indossare l'abito trinitario.
In origine le religiose seguirono i regolamenti delle oblate trinitarie scalze di Roma, ma in seguito si dotarono di costituzioni proprie approvate dal cardinale Antolín Monescillo y Viso nel 1892 e dalla Santa Sede il 17 agosto 1909.
Il 21 maio 2018 papa Francesco ha autorizzato la Congregazione delle Cause dei Santi a promulgare il decreto sulle virtù eroiche di Angela Maria Autsch, religiosa di questo istituto, per cui è diventata venerabile.

## Attività e diffusione
Le trinitarie di Valencia si dedicano all'istruzione e all'educazione cristiana della gioventù e all'apostolato negli ospedali e nelle missioni.
Oltre che in Spagna, sono presenti in America Latina (Argentina, Bolivia, Colombia, Porto Rico), in Austria e in Madagascar; la sede generalizia è a Valencia.
Alla fine del 2008 la congregazione contava 178 suore in 30 case.